# Слава Украјини
Слава Украјини! Херојима слава! (укр. Слава Україні! Героям слава!) украјински је национални поздрав. Појавио се почетком 20. века у различитим облицима. Прва већа употреба овог поздрава међу етничким Украјинцима била је током Украјинског рата за независност (1917—1921).
У Совјетском Савезу, слоган „Слава Украјина!” био је забрањен и дискредитован вишедеценијском пропагандном кампањом заједно са украјинским националистима из дијаспоре који су га користили. Совјетске власти су их назвали „украјински буржоаски националисти“, „бандеровци“ и „нацистички послушници“. У Русији се данас углавном овај поздрав описује као фашистички. Поздрав је посебно постао популаран међу украјинским становништвом током Руско-украјинског рата, који је почео 2014.